# 150129 Besshi
150129 Besshi este un asteroid din centura principală de asteroizi.

## Descriere
150129 Besshi este un asteroid din centura principală de asteroizi. A fost descoperit pe 8 noiembrie 1994 la Kuma Kogen de Akimasa Nakamura. Asteroidul prezintă o orbită caracterizată de o semiaxă mare de 2,54 ua, o excentricitate de 0,23 și o înclinație de 5,4° în raport cu ecliptica.